# Rantechaux
Rantechaux – miejscowość i dawna gmina we Francji, w regionie Burgundia-Franche-Comté, w departamencie Doubs. W dniu 1 stycznia 2016 roku z połączenia sześciu ówczesnych gmin – Athose, Chasnans, Hautepierre-le-Châtelet, Nods, Rantechaux oraz Vanclans – utworzono nową gminę Les Premiers Sapins. W 2013 roku populacja Rantechaux wynosiła 189 mieszkańców. 